# Nemecz József
Nemecz József (Berettyószéplak, 1890. április 4. – Eger, 1920. július 29.) építési rajzoló, városparancsnok, pártmunkás.

## Élete
Édesapja kőműves volt. Középiskolai tanulmányai mellett dolgozott, majd a fővárosban a Felső Építő Ipariskola növendéke lett. Ennek elvégzése után a Képzőművészeti Főiskolára, illetve a műegyetemre is beiratkozott, ám anyagi okokból kifolyólag tanulmányait nem tudta folytatni, így több építési irodában volt rajzoló. Az első világháború kirobbanását követően bevonult katonának, ám megsebesült. 1917-től fogva a Gyöngyös újjáépítését célul kitűző kormánybiztosság alkalmazta. Ekkortájt állt a szociáldemokrata baloldal élére, a Magyarországi Tanácsköztársaság idején pedig a gyöngyösi direktóriumnak volt tagja. Emellett a helyi forradalmi törvényszék elnökeként, továbbá a város parancsnokaként is működött. A kommün bukását követően a vörös uralom alatti szerep miatt letartóztatták, halálra ítélték és kivégezték.

## Emlékezete
- A rendszerváltás előtt tér viselte a nevét Gyöngyösön (a mai Barátok tere);
- Ugyanott szobra is állt, ugyancsak az 1990-es évek elejéig; az 1959. március 21-én felavatott mellszobor Vasas Károly alkotása volt és Nemecz mellett emléket állított a Tanácsköztársaság egyéb gyöngyösi mártírjainak is;
- Szintén az ő nevét viselte az 1950-es évektől a gyöngyösi mezőgazdasági technikum, 1968-tól megszűnéséig mezőgazdasági szakközépiskola.